# Centralny Bank Nigerii
Centralny Bank Nigerii (ang. Central Bank of Nigeria) – nigeryjski bank centralny z siedzibą w Abudży, otwarty w 1959 roku na podstawie Ustawy o Centralnym Banku Nigerii z 1958. Głównym celem banku jest zapewnienie stabilności cen i emisja waluty w Nigerii.

## Zadania
Bank działa w oparciu o Ustawę o Centralnym Banku Nigerii z 2007, według której do jego głównych zadań należy:
- zapewnianie stabilności cen i stabilności monetarnej
- emisja pieniądza
- utrzymywanie rezerw walutowych
- promowanie solidnego systemu finansowego w Nigerii
- działanie jako bankier rządu i doradzanie mu w sprawach finansowych i gospodarczych

## Organizacja
Bankiem zarządza Zarząd, składający się z prezesa (governor), czterech zastępców prezesa, pięciu dyrektorów, Stałego Sekretarza Ministerstwa Finansów oraz Głównego Księgowego (Accountant-General) Nigerii. Prezes i jego zastępcy są powoływani na pięcioletnią kadencję przez Prezydenta kraju po zaakceptowaniu przez Senat.

### Lista prezesów Centralnego Banku Nigerii[3]
- Roy Pentelow Fenton (lipiec 1958 – lipiec 1963)
- Alhaji Aliyu Mai-Bornu (lipiec 1963 – czerwiec 1967)
- Clement Nyong Isong (sierpień 1967 – wrzesień 1975)
- Mallam Adamu Ciroma (wrzesień 1975 – czerwiec 1977)
- Ola Vincent (czerwiec 1977 – czerwiec 1982)
- Alhaji Abdulkadir Ahmed (czerwiec 1982 – wrzesień 1993)
- Paul Agbai Ogwuma (październik 1993 – maj 1999)
- Joseph Oladele Sanusi (maj 1999 – maj 2004)
- Chukwuma C. Soludo (maj 2004 – maj 2009)
- Sanusi Lamido Sanusi (czerwiec 2009 – czerwiec 2014)
- Godwin Emefiele (od czerwca 2014)

## Oddziały
Bank posiada oddziały w miastach Abudża, Abakaliki, Abeokuta, Ado Ekiti, Akure, Asaba, Awka, Bauczi, Benin, Birnin Kebbi, Calabar, Damaturu, Dutse, Enugu, Makurdi, Gombe, Gusau, Ibadan, Lagos, Ilorin, Jalingo, Dżos, Kaduna, Kano, Katsina, Lafia, Lokoja, Maiduguri, Minna, Oshogbo, Owerri, Port Harcourt, Sokoto, Umuahia, Uyo, Yenagoa oraz Yola.